# Матричные рибонуклеопротеины
Матричные рибонуклеопротеины — комплекс мРНК и белков. В клетке мРНК почти никогда не существует в «голом виде», мРНК всегда связана со множеством различных белков, в процессе своего синтеза, сплайсинга, экспорта в цитоплазму и трансляции.
В процессе синтеза мРНК РНК-полимеразой, новосинтезированная РНК сразу же связывается с кэпирующими ферментами. Потом происходит связывание с экзон и инторон узнающими комплексами и сплайсинг при помощи малых ядерных рибонуклеопротеинов. Прошедшая сплайсинг мРНК связывается с другим набором белков, которые помогают экспортировать её из ядра в цитоплазму. У позвоночных место соединения одного экзона с другим помечается специальными комплексами соединения экзонов, которые в цитозоле могут запускать нонсенс опосредованный распад, если  место соединения одного экзона с другим расположено ниже стоп-кодона.